# Martinette
Pour les articles homonymes, voir Martinettes.
La Martinette était une voiture compacte construite seulement en 1921 par la Volta-Werken (ateliers Volta) à Berlin-Waidmannslust par l'ingénieur E.A.F. Martin.
Ce véhicule sportif était alimenté par un moteur à deux temps et à deux cylindres. Sa finition qui la faisait ressembler à un zèbre était particulièrement frappante.
Le prototype fut présenté au Salon automobile de Berlin. Une centaine d'exemplaires furent fabriqués dans les ateliers Volta, surtout vendus en Scandinavie.

## Sources
- Werner Oswald: Deutsche Autos 1920–1945. 10. Auflage. Motorbuch Verlag, Stuttgart 1996,  (ISBN 3-87943-519-7), (page 450).

## Source de la traduction
- (de) Cet article est partiellement ou en totalité issu de l’article de Wikipédia en allemand intitulé « Martinette » (voir la liste des auteurs).